# Envoltura celular bacteriana

Esquema de las envolturas celulares bacterianas. Arriba: Bacteria Gram-positiva. 1-membrana citoplasmática, 2-peptidoglicano, 3-fosfolípidos, 4-proteínas, 5-ácido lipoteicoico. Abajo: Bacteria Gram-negativa. 1-membrana citoplasmática (membrana interna), 2-espacio periplasmático, 3-membrana exterior, 4-fosfolípidos, 5-peptidoglicano, 6-lipoproteína, 7-proteínas, 8-lipopolisacáridos, 9-porinas.

La envoltura celular bacteriana comprende la membrana citoplasmática y la pared celular más una membrana externa, en el caso de que esta exista. La mayoría de las envolturas celulares bacterianas caen en dos categorías importantes: Gram-positiva y Gram-negativa. Estas se distinguen por su reacción a la tinción de Gram.
Como en otros organismos, la pared celular bacteriana proporciona integridad estructural a la célula. En los procariontes, la función primaria de la pared celular es proteger la célula contra la presión interna causada por las concentraciones mucho más altas de proteínas y de otras moléculas dentro de la célula que en el medio exterior. La pared celular bacteriana se diferencia de la del resto de los organismos por la presencia de peptidoglicano (heteropolímero alternante de poli-N-acetilglucosamina y ácido N-acetilmurámico) y está situada inmediatamente a continuación de la membrana citoplásmica.
El peptidoglicano es responsable de la rigidez de la pared celular bacteriana y determina la forma de la célula. La pared es relativamente porosa y no constituye una barrera para los substratos pequeños. Aunque todas las membranas celulares bacterianas contienen peptidoglicano (siendo excepciones algunos parásitos intracelulares, por ejemplo, Mycoplasma), no todas las membranas celulares tienen la misma estructura. Esto se refleja notablemente en la clasificación Gram-positiva y Gram-negativa de las bacterias.
Las micobacterias tienen una envoltura celular que no es típicamente Gram-positiva ni Gram-negativa. 
Además del peptidoglicano, algunas bacterias presentan en la parte más externa de su envoltura celular una capa superficial paracristalina de proteína o glicoproteína, denominada capa S, generalmente de simetría hexagonal. Adicionalmente, en el exterior de la bacteria puede también formarse un glicocalix o cápsula con material secretado por la bacteria, pero en este caso se considera que es una acumulación de material y no parte de la célula.

## Pared celular Gram-positiva
La pared celular Gram-positiva se caracteriza por la presencia de una capa de peptidoglicano muy gruesa, que es responsable de la retención de los tintes violetas durante la tinción de Gram. Las paredes celulares Gram-positivas contienen unos polialcoholes denominados ácidos teicoicos, algunos de los cuales se enlazan con lípidos para formar ácidos lipoteicoicos. Puesto que los ácidos lipoteicoicos tienen enlaces covalentes con los lípidos de la membrana citoplásmica, son responsables de enlazar el peptidoglicano a la membrana citoplásmica. Los ácidos teicoicos dan a la pared celular Gram-positiva una carga negativa total debido a la presencia de los enlaces de fosfodiéster entre los monómeros del ácido teicoico.
Este tipo de pared celular se encuentra exclusivamente en los organismos que pertenecen a los grupos Actinomycetota (organismos Gram-positivos con contenido GC alto) y Bacillota (organismos Gram-positivos con contenido GC bajo). Las bacterias del filo Deinococcota pueden también exhibir un comportamiento positivo a la tinción de Gram, pero tienen las estructuras de pared celular típicas de los organismos Gram-negativos.

## Pared celular Gram-negativa

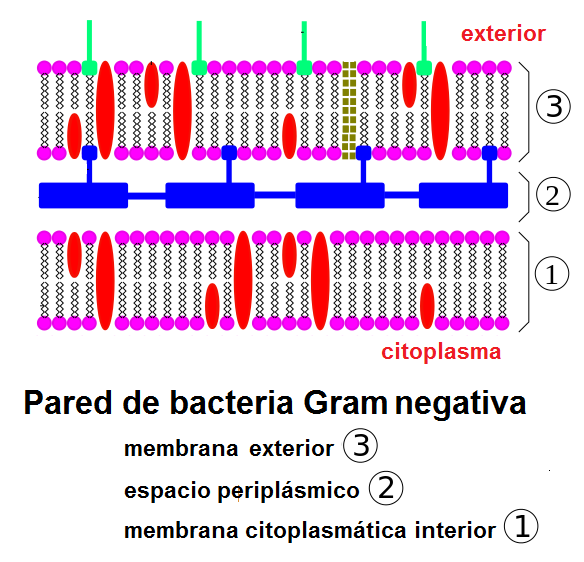

La mayoría de las bacterias tienen una pared celular que es químicamente  Gram negativa. Este tipo de pared celular Gram-negativa, consta de tres estructuras: una membrana interna, una capa de peptidoglicano, y una membrana externa.
- La membrana interna es la membrana plasmática y presenta las características habituales de todas las bacterias.
- La capa media contiene una capa fina de peptidoglicano. El peptidoglicano es el responsable de la incapacidad de la pared celular para conservar el color violeta en la decoloración con etanol durante la tinción de Gram.
- Además la pared celular Gram-negativa contiene una membrana externa adicional, compuesta por fosfolípidos y lipopolisacáridos que hacen frente a las condiciones del medio exterior. La naturaleza altamente cargada de los lipopolisacáridos confiere una carga negativa total a la pared. Los lipopolisacáridos presentes sobre la membrana externa, tienen una estructura química que es única para cada cepa bacteriana específica y es responsable de muchas de las características antigénicas de estas cepas.

Superficie de bacteria E. coli. Microscopio electrónico de barrido.

Como en el caso de la bicapa fósforo, la parte lípida de la membrana externa es en gran parte impermeable a todas las moléculas cargadas. Sin embargo, unos canales denominados porinas, presentes en la membrana externa, permiten el transporte pasivo de muchos iones, azúcares y aminoácidos a través de la membrana externa. Estas moléculas están, por lo tanto, presentes en el periplasma, la región comprendida entre las membranas citoplasmática y exterior. El periplasma contiene la capa de peptidoglicano y muchas proteínas responsables de la unión al substrato, hidrólisis y recepción de señales extracelulares. Se supone que el periplasma se encuentra en un estado de tipo gel más que en estado líquido debido a la alta concentración de proteínas y de peptidoglicano que contiene. Debido a la localización del periplasma entre las membranas citoplásmica y externa, las señales recibidas y los substratos son transportados mediante las proteínas que contiene.

## Pared celular alternativa

Pared celular bacteriana. Diagrama esquemático de un corte de pared de Micobacteria: 5.(abajo en gris) membrana citoplasmática, 8. (centro y arriba) pared celular, 4. peptidoglicano (en azul)

Las micobacterias tienen una envoltura celular que no es típicamente Gram-positiva ni Gram-negativa. La envoltura micobacteriana no presenta la membrana externa característica de los organismos Gram-negativos, sino que tiene una pared con un porcentaje significativo de ácido peptidoglicano-arabinogalactano-micólico que constituye una barrera externa permeable. Se supone que se forma un compartimento de "pseudoperiplasma" entre la membrana citoplásmica y esta barrera externa, aunque la naturaleza de este compartimento no se comprende bien.
La pared de las bacterias Planctomycetes es diferente de las Gram-negativas clásicas. Gemmata es única por no presentar peptdoglicano y por mostrar una membrana interna con invaginaciones profundas.
La pared está compuesta principalmente de proteína, que resulta la capa estructural que aporta la rígidez.